# Petronell-Carnuntum
Petronell-Carnuntum är en köpingskommun i distriktet Bruck an der Leitha i det österrikiska förbundslandet Niederösterreich. Orten är belägen vid floden Donau cirka 15 kilometer nordost om  Bruck an der Leitha.

## Historia
Carnuntum var en romersk provinshuvudstad som lämnades under folkvandringstiden i mitten på 400-talet. Petronell uppstod på 1000-talet på platsen av den försvunna romerska staden och blev köping på 1100-talet.

## Sevärdheter
- Utgrävningsområdet Carnuntum med arkeologiparken.
- Församlingskyrkan, helgad åt Sta Petronella, från 1200 och det ännu äldre runda Johanneskapellet i romansk stil som ursprungligen byggdes av tempelriddare som kyrka
- Slottet Petronell
- Mitt emot Petronell-Carnuntum på andra sidan Donau ligger nationalparken Donau-Auen, i Petronell finns ett nationalparksinstitut.

## Kommunikationer
Petronell-Carnuntum är belägen vid väg E 59 (Wien-Bratislava).